# Санаторий «Жемчужина»
Санаторий «Жемчужина» — посёлок в Лужском городском поселении Лужского района Ленинградской области.

## История
Имение «Жемчужное» основал в 1900 году архитектор Николай Галактионович Кудрявцев.
До конца 1917 года имение административно относилось к Кологородской волости 2-го земского участка 2-го стана Лужского уезда Санкт-Петербургской губернии.
С 1918 по 1923 год деревня Жемчужина находилась в составе Корповского сельсовета Смердовской волости Лужского уезда.
С 1923 по 1927 год — вновь в Кологородской волости.
С 1924 года имение использовалось как приют для беспризорников.
С 1927 по 1928 год — в составе Лужской волости, затем Лужского района.
С 1928 по 1954 год — в составе Лесковского сельсовета.
В 1938 году в усадьбе открылся туберкулёзный санаторий «Жемчужина».
C 1 августа 1941 года по 31 января 1944 года деревня Жемчужина находилась в оккупации.
В годы войны в санатории действовал госпиталь.
С июня 1954 года — в Лужском сельсовете.
В 1961 году население деревни составляло 399 человек.
По данным 1966 и 1973 годов в состав Лужского сельсовета входил посёлок Санаторий «Жемчужина».
По данным 1990 года посёлок Санаторий «Жемчужина» входил в состав Заклинского сельсовета.
В 1997 году в посёлке Санаторий «Жемчужина» Заклинской волости проживали 85 человек, в 2002 году — 84 человека (русские — 93 %).
В 2007 году в посёлке Санаторий «Жемчужина» Лужского ГП проживали 68 человек.

## География
Посёлок расположен в центральной части района на автодороге 41К-675 (Луга — Санаторий «Жемчужина»).
Расстояние до административного центра поселения — 4 км.
Расстояние до ближайшей железнодорожной станции Луга — 8 км.
Посёлок находится на правом берегу реки Обла.

## Демография
| 1961 | 1997 | 2007 | 2010 | 2017 |
| ---- | ---- | ---- | ---- | ---- |
| 399  | ↘85  | ↘68  | ↗84  | ↘54  |

## Инфраструктура
- Туберкулёзный санаторий «Жемчужина»

## Улицы
1-я Жемчужная, 2-я Жемчужная, 3-я Жемчужная, Садоводство Жемчужина, Санаторная, Старая Жемчужина

## Садоводства
Мичуринское-2